# Felix Klieser
Felix Klieser, né le 3 janvier 1991 à Göttingen, est un joueur professionnel allemand de cor d'harmonie. Né sans bras, il joue du cor en utilisant les orteils de son pied gauche pour actionner les valves, le cor étant tenu sur un trépied.

## Biographie
Il est né à Göttingen. Dès l'âge de 4 ans, il commence à jouer du cor. Par la suite, a 13 ans il s'inscrit à la Hochschule für Musik, Theater und Medien Hannover. En 2016, il a reçu le prix Leonard Bernstein du Schleswig-Holstein Musik Festival. Cette même année, Patmos Verlag publia sa biographie, Footnotes – A horn player without arms conquers the World.

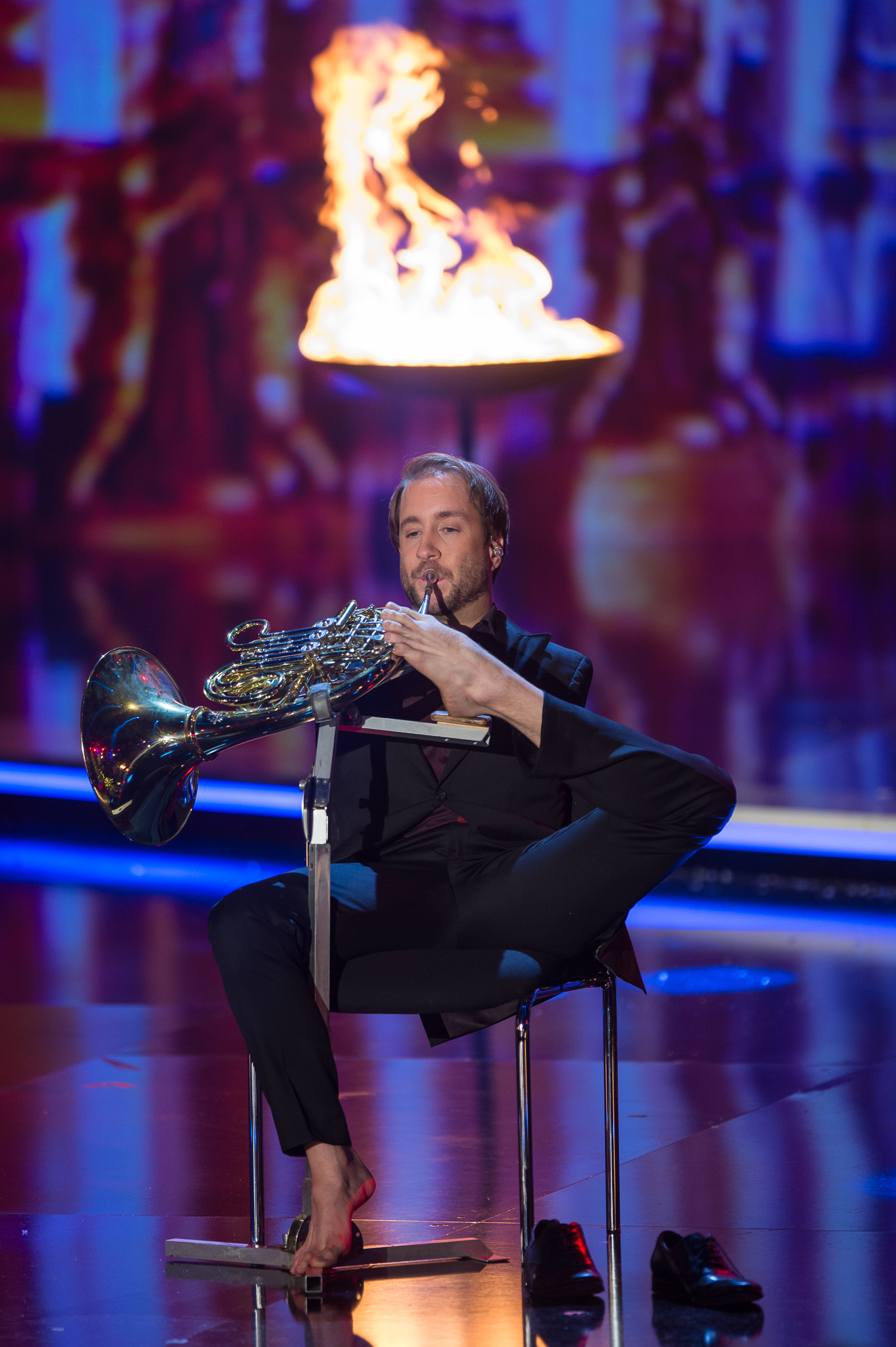
Félix Klieser (2017)

### Discographie
- 2013: Reveries
- 2015: Horn Concertos
- 2017: Horn Trios
- 2019: Mozart Hornkonzerte 1-4
- 2021: Beyond Words – Barocke Arien für Horn
- 2022: Felix Klieser & Zemlinsky Quartett – Mozart & Haydn
- 2023: Felix Klieser – A Golden Christmas
- 2025: Felix Klieser – Northern Colours